# Órévi Konrád
Órévi Konrád (? – 1408) pannonhalmi apát.

## Élete
Zsigmond magyar király hívei közé tartozó Baranya megyei birtokos családból származott. András nevű apját és Demeter nevű testvérét ismerjük a nem túl nagy számban fennmaradt forrásokból. Feltehetően klerikusként nyerte el az apáti címet, és már apátként lépett be a bencés rendbe, bár a pécsi káptalan egyik oklevele csak kormányzóként (gubernator) említi. A királyi oklevelek haláláig apátnak címezték, bár a pápa megkérdőjelezte ennek jogosságát. A karakaói hatalmaskodási perben még aktívan részt vett, de 1408 őszén váratlanul elhunyt.